# Mundão
Mundão es una freguesia portuguesa del concelho de Viseu, con 15,79 km² de superficie y 1.703 habitantes (2001). Su densidad de población es de 107,9 hab/km².